# 탑정저수지
탑정저수지는 충청남도 논산시 부적면 신풍리에 있는 저수지이다. 1941년에 착공하여 1944년에 준공되었으며, 한국농어촌공사에서 관리하고 있다.
충청남도에서 두 번째로 큰 저수지로서 어족자원이 풍부하다. 깨끗한 수질과 겨울철에도 잘 얼지 않고, 주변의 논산평야 등 대규모 농경지가 위치해 풍부한 먹이로 철새들의 서식에 적당하여 겨울철새들의 월동지로 이용되고 있다.
한국농어촌공사는 탑정호를 계획적으로 개발하는 수변개발사업을 2012년부터 추진하고 있다.

## 저수지 규모
- 유역면적 : 21,880ha
- 저수량 : 31,611천m3
- 관개면적 : 5,117ha

## 시설 제원
- 댐형식 : 흙댐 (필댐)
- 제방 : 길이 573m, 높이 17.8m
- 물넘이 : 측수로식, 길이 240m, 월류수심 2m

## 탑정호수변생태공원
탑정호수변생태공원은 논산시에서 2010년부터 탑정호 수변에 수생식물원, 자연학습원, 분수, 팔각정 등 산책코스를 조성하여 연중 꾸준한 인기를 얻고 있는 관광코스로 특히 매주 수요일에는 전국 각지에서 오는 영외면회객들이 즐겨 찾는 명소이다.

## 출렁다리

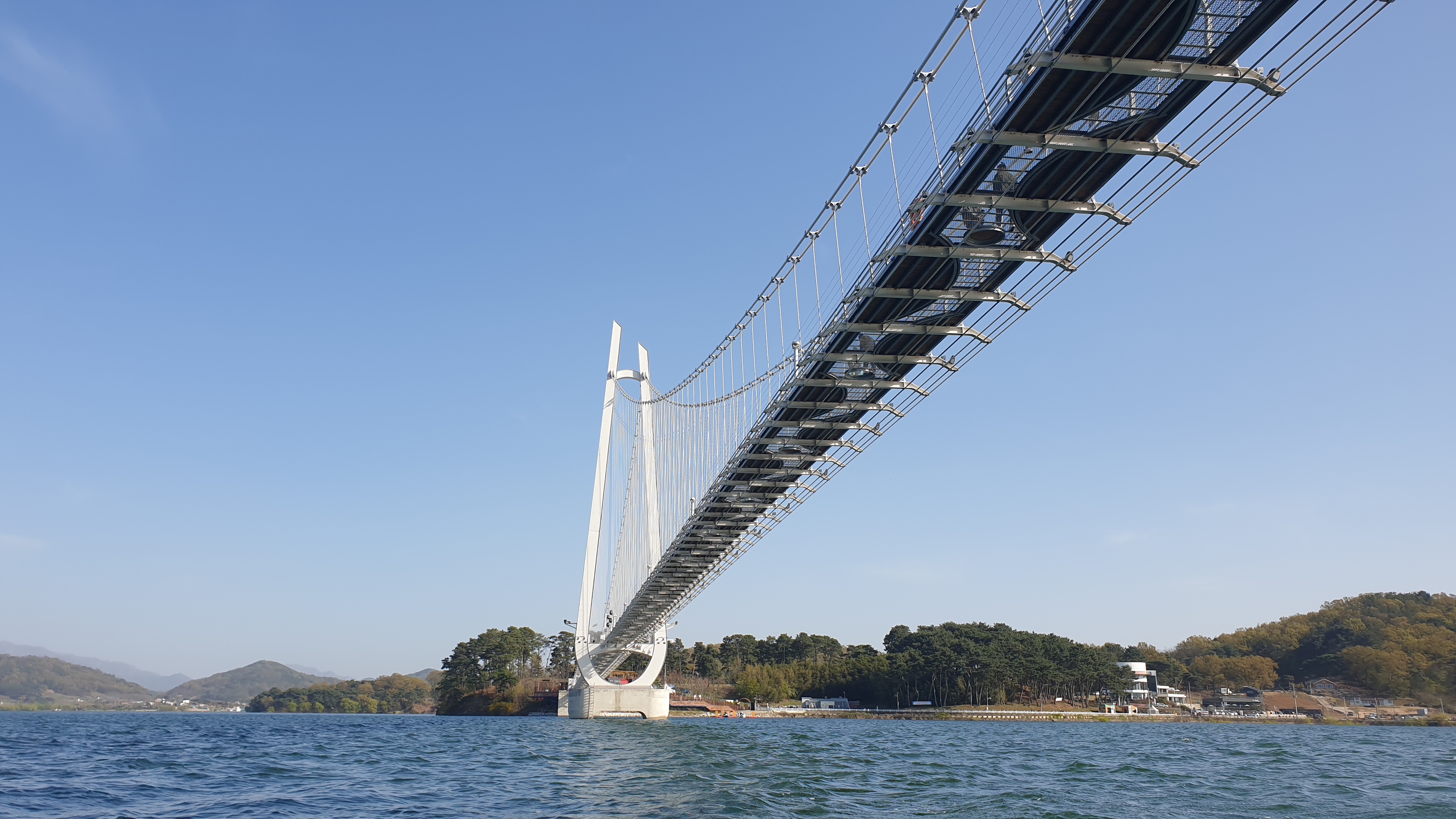
탑정호 출렁다리

탑정호 출렁다리는 동양 최대 길이의 보행 현수교로 길이가 600m에 달한다. 탑정호를 가로질러 가야곡면에서 부적면을 연결한다.
내진설계 1등급을 받은 튼튼한 다리로 몸무게 75kg 기준 약5,000명을 동시에 수용 가능하며, 초속 60m 강풍에도 견딜 수 있게 설계되었다.
다리 전체를 스크린 삼아 각양각색의 장면을 연출하는 미디어파사드 분수쇼, 150m 규모의 음악 분수 스크린에 실사 영상과 각종 글자를 표출하는 레이저쇼 등 음악과 영상이 한데 어우러진 화려한 볼거리를 즐길 수 있다.

## 주변 관광
- 계백장군유적전승지 - 계백 장군 묘소 (충청남도 기념물 제74호)
- 백제군사박물관
- 김장생 유교문화체험
- 돈암서원
- 논산 탑정리 석탑